# Thomas Youngblood
Thomas Youngblood (Richmond, Virginia, Estados Unidos, 29 de mayo de 1974) es un músico y compositor estadounidense, conocido por ser el guitarrista de la banda de power metal Kamelot.
Youngblood fue uno de los miembros fundadores de Kamelot junto a Richard Warner el año 1991. Fue el compositor principal de la banda entre los años 1994 y 1998 y luego colaborador de dicha tarea junto al vocalista Roy Khan hasta el año 2010. Actualmente es el miembro más antiguo de la agrupación.

## Discografía

### Álbumes de estudio
- Eternity (1995)
- Dominion (1997)
- Siége Perilous (1998)
- The Fourth Legacy (1999)
- Karma (2001)
- Epica (2003)
- The Black Halo (2005)
- Ghost Opera (2007)
- Poetry for the Poisoned (2010)
- Silverthorn (2012)
- Haven (2015)
- The Shadow Theory (2018)

### Álbumes recopilatorios
- Myths & Legends of Kamelot (2007)
- Where I Reign The Very Best Of The Noise Years 1995-2003 (2016)

### Reediciones
- Ghost Opera - The Second Coming (2008)
- Poetry For The Poisoned & Live From Wacken (2011)

### Álbumes en vivo
- The Expedition (2000)
- One Cold Winter's Night (2006)
- I am the empire (2020)